# トマス・エンデル
トマス・エンデルまたはトマス・エンダー（ドイツ語: Thomas Ender、1793年11月3日 - 1875年9月28日）は、オーストリアの画家である。風景画を描いた。

## 経歴
ウィーンで生まれた。双子の兄弟に歴史画家のヨハン・エンデルがいる。ヨハンと共にウィーン美術アカデミーで学び、フーベルト・マウラーに学んだ。風景画家となり、1816年、アカデミーの大賞を獲得、翌1817年、ポルトガル・ブラジル及びアルガルヴェ連合王国の現ブラジル地域へと向かい、約1000枚に及ぶデッサンや水彩画を残した。その後はイタリア、パレスティナ、ギリシャ、パリを訪問した。
1836年にウィーン美術アカデミーに戻り、後に教授となり、1849年まで教鞭を執っていた。

## 作品
- グロースグロックナーの風景
- チロル城
- ソレントの海岸
- リオ・デ・ジャネイロの景色（ウィーン美術アカデミー所蔵）
- 森の中の教会（ベルリン美術館所蔵）

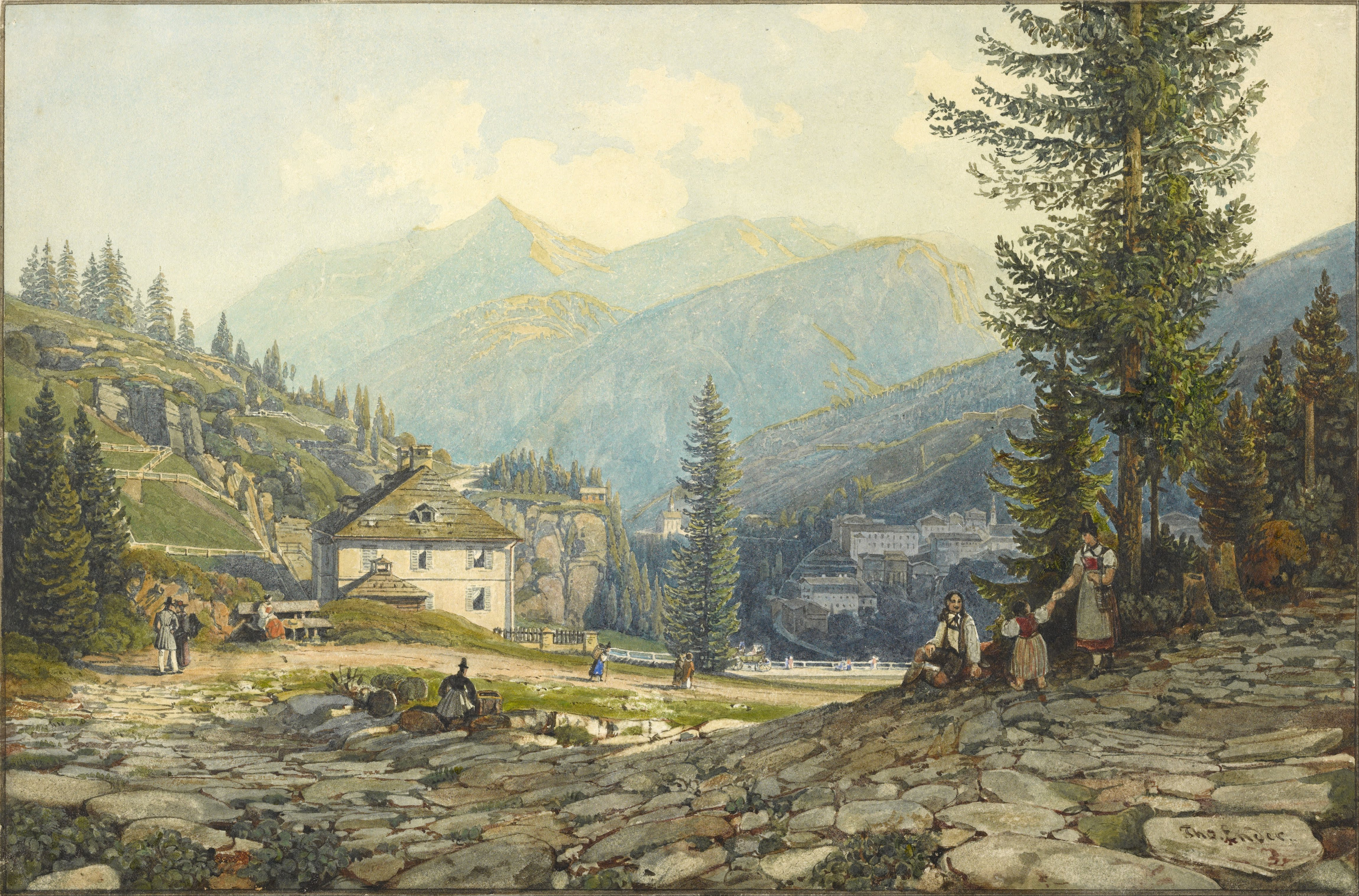
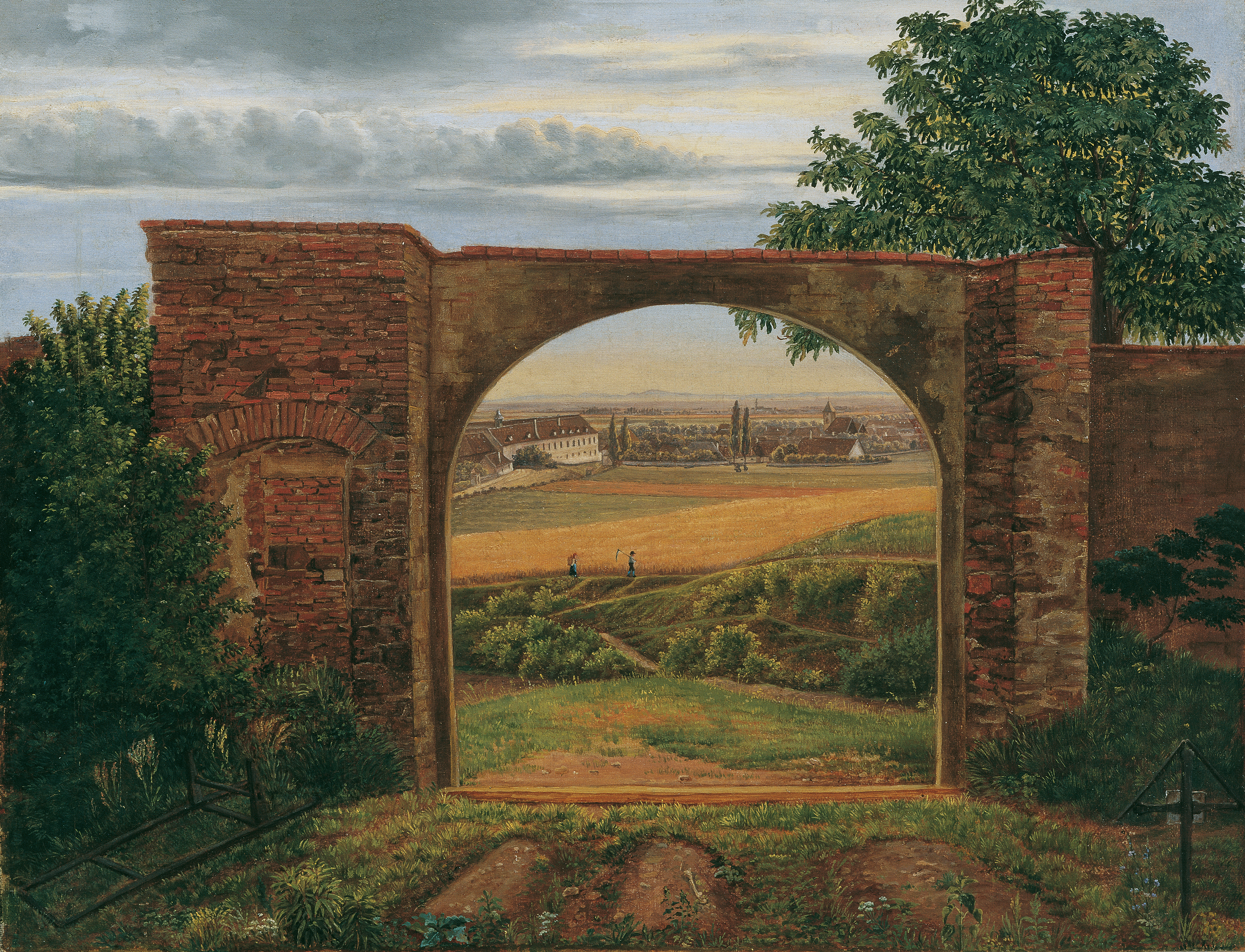
Friedhof bei Wien
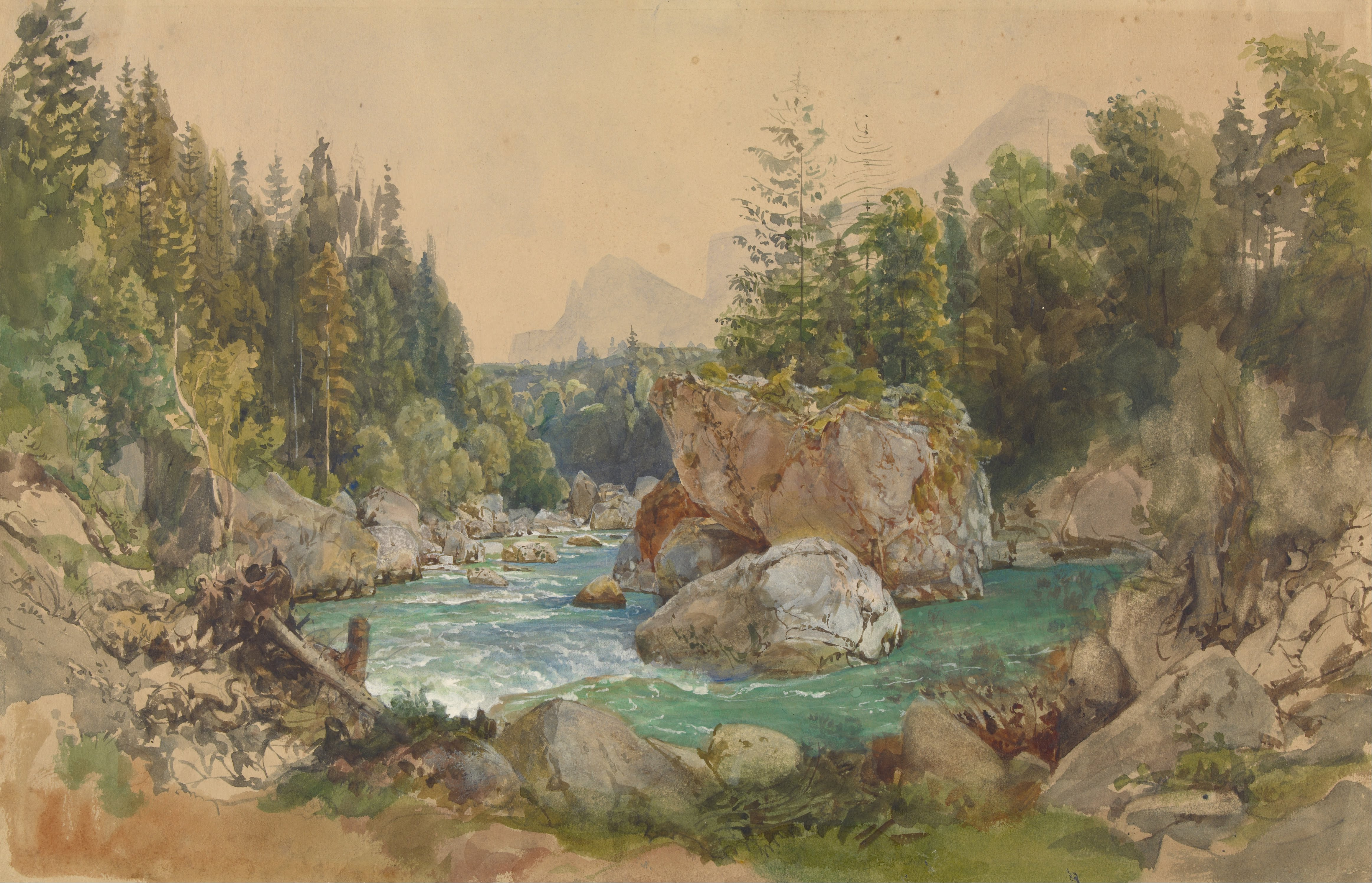